# Sakuru (Tigri-gebied)
Sakuru is een dorp in het Tigri-gebied, een betwiste regio die wordt opgeëist door zowel Suriname als Guyana.
Het dorp ligt aan de rivier Aramatau die verderop uitmondt in de Koetari. In het dorp wonen inheemse Surinamers van het volk Trio. Zij komen voort uit een groep inwoners uit Kwamalasamoetoe die oorspronkelijk in 2008 vertrok en zich daarna opsplitste en in de wijde omgeving nieuwe dorpen stichtte.
Alalapadoe · Amatopo · Anapi · Atipakondre · Coeroenie · Kasjoe-eiland · Kwamalasamoetoe · Lucie · Sakuru · Sipaliwinisavanne · Vier Gebroeders
Corriverton · Kasjoe-eiland · Moleson Creek · New Amsterdam · Oreala · Port Mourant · Rose Hall · Sakuru · Wel te Vreeden